# Sannicandro di Bari
Sannicandro di Bari är en stad och kommun i storstadsregionen Bari, innan 2015 provinsen Bari,, Apulien, Italien. Staden är bland annat känd för borgen Castello Normanno-Svevo, som är belägen mitt i centrum. Kommunen hade −9 902 invånare (2017).